# Bitume di Giudea
Il bitume di Giudea o asfalto siriano è una miscela contenente bitume, standolio, argilla e essenza di trementina.

## Caratteristiche
Il bitume di Giudea è solubile nell'essenza di lavanda, ma può essere sciolto anche nell'alcool etilico, e indurisce se esposto alla luce. 

## Applicazioni
Una volta purificato, viene utilizzato nel procedimento fotografico dell'eliografia e dell'acquaforte. In liuteria viene utilizzato come colorante. 
Nel 1826 venne utilizzato come emulsione fotosensibile per la prima fotografia. È inoltre utilizzato nel modellismo e nel découpage come agente antichizzante.